# Horst Schönau
Horst Schönau (ur. 2 kwietnia 1949 w Waltershausen) – niemiecki bobsleista reprezentujący NRD, brązowy medalista igrzysk olimpijskich i trzykrotny medalista mistrzostw świata.

## Kariera
Początkowo Schönau uprawiał saneczkarstwo, zajmując między innymi ósme miejsce podczas mistrzostw świata w Oberhofie w 1973 roku. Na rozgrywanych pięć lat później mistrzostwach świata w Lake Placid osiągnął swój największy sukces w bobslejach, wspólnie z Horstem Bernhardtem, Haraldem Seifertem i Bogdanem Musiolem wywalczył złoto w czwórkach. Reprezentacja NRD w składzie Horst Schönau, Roland Wetzig, Detlef Richter i Andreas Kirchner zdobyła w tej samej konkurencji brązowy medal podczas igrzysk olimpijskich w Lake Placid. Ponadto, wraz z Kirchnerem, wywalczył srebrny medal w dwójkach na mistrzostwach świata w Cortinie d'Ampezzo oraz brązowy na rozgrywanych rok później mistrzostwach świata w St. Moritz. Był też między innymi czwarty w czwórkach podczas igrzysk olimpijskich w Innsbrucku w 1976 roku.